# Igreja de São Miguel (Hildesheim)

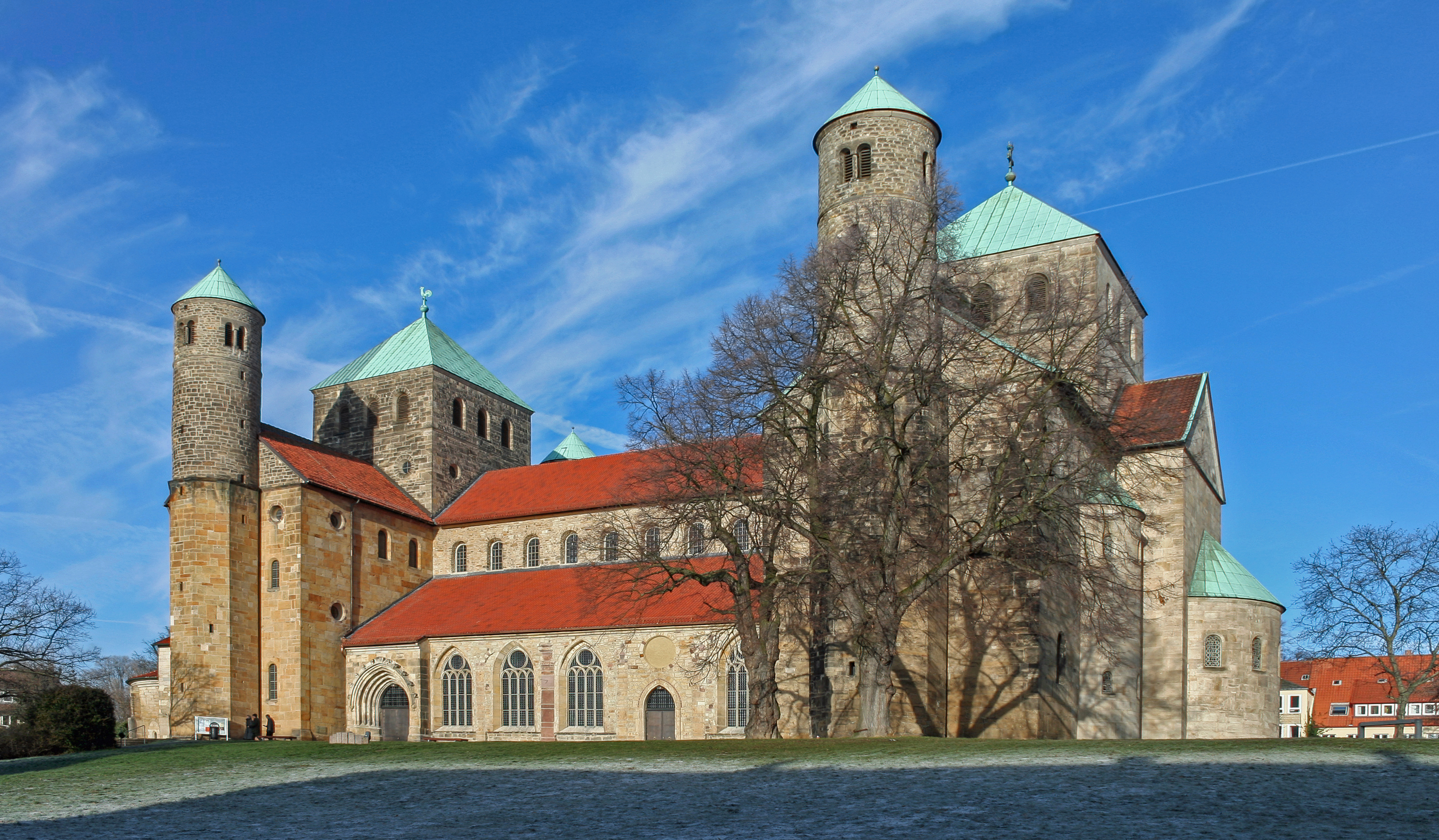
Igreja de São Miguel em 2009, vista do sudoeste

A Igreja de São Miguel (alemão:Michaeliskirche), em Hildesheim, Alemanha é uma igreja românica, declarada Património Mundial em 1985. A Igreja de São Miguel é uma das igrejas mais importantes preservadas no estilo arquitetónico otoniano ou pré-românico.
A Igreja de São Miguel é uma das mais importantes igrejas do estilo otónico (romanesco primário). É uma basílica de duplo-coro, com dois transeptos e uma torre quadrada em cada cruzeiro. A construção geral e as formas individuais mostram um claro desenvolvimento em comparação com a arquitetura antiga, cristã primitiva, bizantina e arquitetura carolíngia. Entre as inovações do primeiro período românico que aqui se podem observar estão a organização espacial da nave, a abside e a proporção de 2:1 entre a altura e a largura dos quartos. A visão geral ilustra a estrita ordem cúbica, que irradia a impressão de poder arcaico. A planta mostra um equilíbrio aproximado entre as alas leste e oeste. O grupo abside e transepto a nascente corresponde ao grupo poente. O edifício, que guarda semelhanças com a antiga igreja abacial de Saint-Riquier, é portanto constituído em planta de esquema geométrico com três quadrados: um relativo ao corpo central com três naves, dois simétricos com transeptos e dois coros, com um quadrado da torre em cada um dos pontos de intersecção. O coro ocidental é realçado pelo deambulatório e pela cripta. A elevação também é calculada em proporções matemáticas harmoniosas (1/1, 1/2 ou 1/3) e tem-se uma visão de sólidos geométricos definidos pelas paredes lisas e compactas que se cruzam num jogo de vazios e sólidos. Existem também duas entradas em cada abside e 4 entradas nos lados norte e sul da igreja. O exterior apresenta um equilíbrio perfeito entre componentes verticais (grupos de torres) e horizontais (nave central, transeptos). Os dois grupos de torres igualmente equilibrados, torres centrais cúbicas com coberturas piramidais e torres escalonadas, a nascente e a poente, que delimitam firmemente a nave, criam a coesão visual do conjunto. As janelas ogivais da nave sul foram acrescentadas em estilo gótico.